# Надеждинка (Старошайговський район)
Наде́ждинка (рос. Надеждинка, ерз. Надеждинка) — присілок у складі Старошайговського району Мордовії, Росія. Входить до складу Новофедоровського сільського поселення.
Населення — 9 осіб (2010; 36 у 2002).
Національний склад (станом на 2002 рік):
- росіяни — 100 %